# Ильинская ярмарка

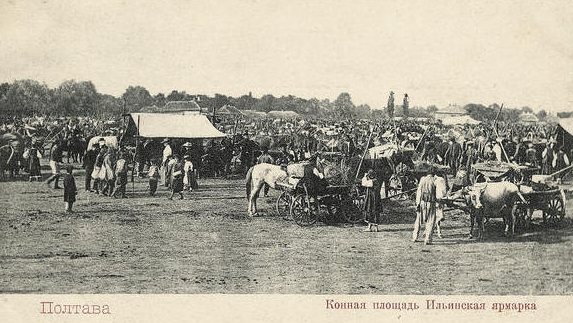
Ильинская ярмарка на Конной площади в Полтаве, начало XX века

Ильи́нская ярмарка — одна из крупнейших ярмарок Левобережной Украины. Возникла в конце XVII века в Ромнах. В 1852 году переведена в Полтаву. По товарообороту занимала третье место в Российской империи после Нижегородской и Ирбитской ярмарок.

## История

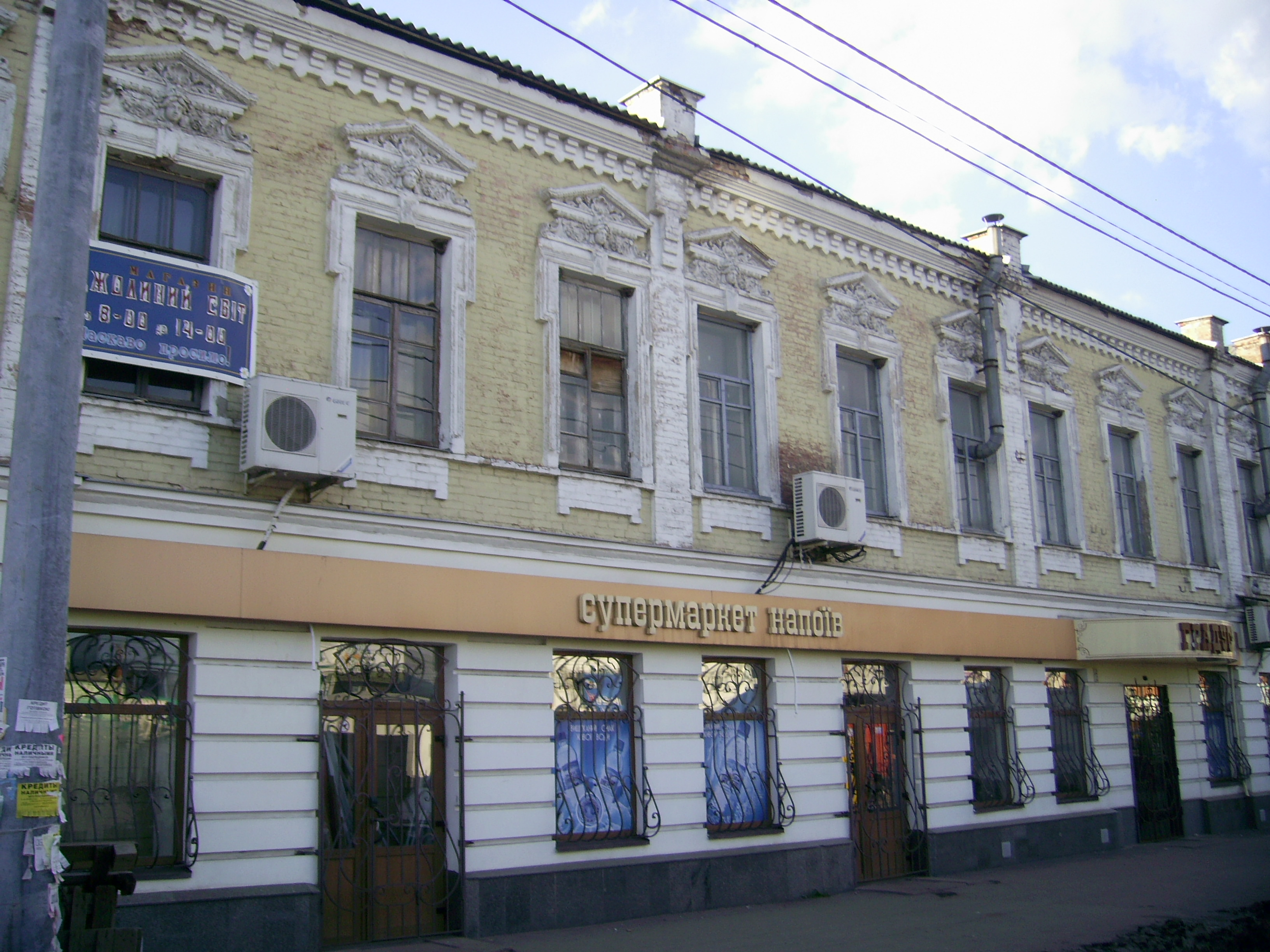
Современная улица Новый Базар

Начиналась как конная ярмарка, на которой продавались лошади, скот, овцы, шерсть, сырые шкуры, воск, мёд, масло, водка, крестьянские изделия, одежда, земледельческие орудия и т. д. Продолжалась официально с 10 по 20 июля, размещалась на Конноярмарковой площади, занимавшей территорию около 90 десятин (ныне площадь Богдана Хмельницкого). Через 7—10 дней начиналась Краснорядская ярмарка, которая длилась до 4 августа. Проходила на Гостиннодворской площади, где в 1852 году было построено 5 каменных корпусов со 134 лавками и 11 деревянных, в которых находилось 168 магазинов и 214 балаганов. Кроме того, многие магазины, временные балаганы и палатки возводились на Петровской площади (ныне площадь Конституции). Торговали красными товарами, галантерейными, бакалейными, москатными изделиями, разными металлами и изделиями из них, посудой, одеждой, обувью, обработанными кожами, свечами, мылом и т. д. Поскольку этих площадей было мало, дополнительной торговой площадью был добавлен Новоселевский рынок («Новый базар») в пределах периметра современных улиц Вячеслава Черновола, Героев-чернобыльцев и части улицы Шевченко.
На Ильинскую ярмарку собиралось до 40 тыс. человек. Стоимость привезённых товаров составляла от 1/2 до 2/3 стоимости товаров, привезённых на все ярмарки Полтавщины, и достигала 28 млн рублей (1864). Важнейшими были хлопчатобумажные, шёлковые, шерстяные, льняные и конопляные ткани и сукна (на них приходилось до 45 % стоимости проданных товаров), далее шли мех и галантерейные товары. Ильинской ярмарке принадлежало одно из первых мест в России по торговле шерстью. Так, в 1860 году было продано 122 тыс. пудов тонкорунной шерсти на 2,049 млн рублей. Она был крупным рынком сбыта промышленных продуктов центральных губерний России, в частности, тканей и изделий из железа. Из-за границы привозились шёлковые и шерстяные ткани, меха, австрийские сенокосные косы, аптекарские и другие товары. В 1860 году отечественные товары составляли по продаже 15,325 млн рублей, а иностранные — 859 тыс. рублей. Ильинская ярмарка была тесно связана с другими крупными ярмарками Левобережной, Южной и, меньше — Правобережной Украины, а также России, образуя единую ярмарочную сеть страны. В конце XIX века, из-за открытия торговых площадей в Харькове, ярмарка начала приходить в упадок. В 1895 году было продано товара всего на 1,107 млн рублей. В 20-х годах XX века Ильинская ярмарка в виде Центрального рынка города осталась только на территории «Нового базара».